# Umberto Betti
Frei Umberto Betti O.F.M. (Pieve Santo Stefano, 7 de março de 1922 - Fiesole 1 de abril de 2009) foi um religioso franciscano, reitor emérito da Pontifícia Universidade Lateranense e cardeal italiano criado por Papa Bento XVI.

## Biografia
Ingressou na Ordem dos Frades Menores no dia 23 de julho de 1937, na Província de São Francisco Estigmatizado da Toscana, na Itália. Fez sua primeira profissão religiosa em 2 de agosto de 1938, professou solenemente no dia 31 de dezembro de 1943.
Sua ordenação presbiteral deu-se a 5 de abril de 1946.
Doutorou-se em Teologia em 1951 no Ateneu Pontifício Antonianum e fez um curso de especialização na Universidade Católica de Lovaina. Ensinou Teologia dogmática  no mesmo Antonianum desde 1954. Foi decano da Faculdade Teológica de 1966 a 1969 e reitor de 1975 a 1978.
Foi perito consultor da comissão teológica preparatória do Concílio Vaticano II e depois atuou como perito do Concílio e teólogo do arcebispo de Florença, Dom Ermenegildo Florit.
Atuou desde a década de sessenta na Sagrada Congregação Suprema do Santo Ofício, como qualificador, e depois como consultor da Congregação para a Doutrina da Fé. Na década de noventa, por nomeação de João Paulo II, foi reitor da Pontifícia Universidade Lateranense (1991 – 1995).
Foi membro da Academia Pontifícia Teológica Romana e membro da Comissão «Fé e Constituição», do Conselho Mundial das Igrejas.
Recebeu em 1995,  de João Paulo II, a  Cruz Pro Ecclesia et Pontífice. Foi colaborador na redação das constituições dogmáticas Lumen gentium e Dei verbum.

### Cardeal
Papa Bento XVI criou Frei Betti cardeal no Consistório Ordinário Público de 2007 de 24 de novembro, recebendo o barrete cardinalício e o título de cardeal-diácono de Santos Vito, Modesto e Crescência. Retirou-se para o Convento San Francesco em Fiesole onde faleceu em 1 de abril de 2009, logo depois ter completado 87 anos.